# Антоніо II Аччаюолі
Антоніо II (італ. Antonio II Acciaiuoli; д/н — 1441) — герцог Афінський в 1439—1441 роках.

## Життєпис
Походив зі флорентійського роду Аччаюолі. Молодший син Франческо Аччаюолі, сеньйора Сікаміно, й Маргарити Мальпігі. Народився приблизно після 1416 року у Флоренції. 1419 року разом із старшими братами Неріо і Джованні прибув до Афін. Невдовзі перший став офіційним спадкоємцем афінського герцога Антоніо I, а Джованні — архієпископом Фів. Самого Антоніо призначено єпископом Кефалонії.
1435 року зі сходженням брата Неріо II на трон герцогства дедалі більше виявляв політичні амбіції. 1439 року Антоніо за допомогою османів повалив брата, захопивши трон. Антоніо II намагався зберегти вплив і потугу Афінського герцогства. Втім раптово помер 1441 року. Владу в державі повернув брат Неріо II.

## Родина
Дружина — Марія, донька Нікколо III Дзодзі, маркиза Бодоніци.
Діти:
- Франческо (д/н—1460), герцог Афінський